# Бурейський каскад ГЕС

Бурейська ГЕС

Бурейський каскад ГЕС — комплекс ГЕС на річці Бурея, Амурська область, Росія. 
Комплекс ГЕС на річці Бурея , сумарною діючої потужністю 2010 МВт, середньорічним виробленням 7,10 млрд кВт·год і складається з двох ступенів:
- перша ступень — Бурейська ГЕС, потужністю 2010 МВт і виробленням 7,10 млрд кВт·год;
- друга ступень — Нижньо-Бурейська ГЕС, на 2013 в стадії будівництва , проектною потужністю 320 МВт і виробленням 1,6 млрд кВт·год;